# Douglas Macgregor

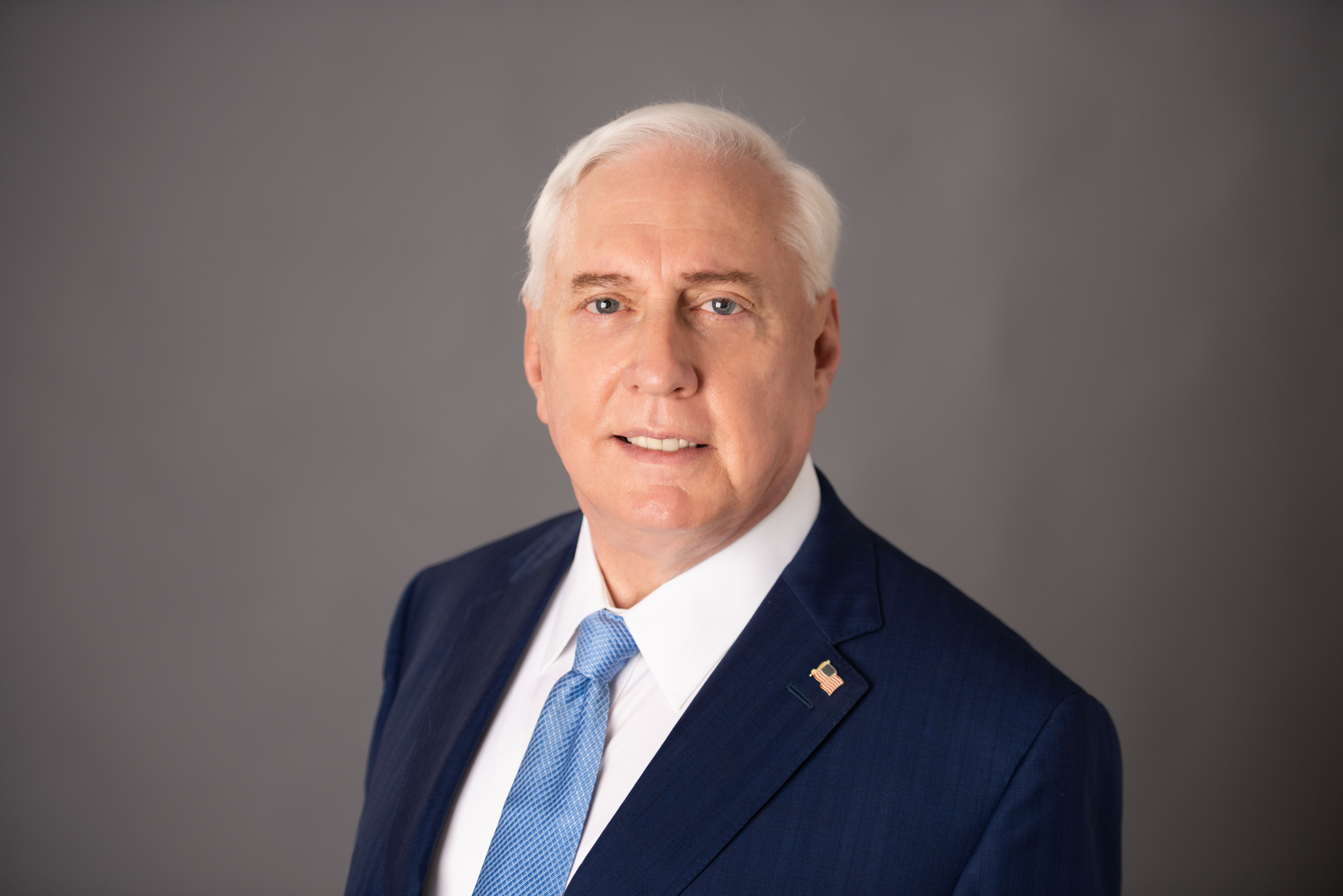
Douglas Macgregor (2020)

Douglas Abbott Macgregor (* 4. Januar 1947 in Philadelphia, Pennsylvania) ist ein pensionierter Colonel der United States Army, Politikwissenschaftler, Militärtheoretiker, Autor und Berater.
Am 29. Juli 2020 nominierte Präsident Donald Trump Macgregor als Nachfolger von Richard Grenell für das Amt des Botschafters der Vereinigten Staaten in Deutschland. Er wurde aber nicht vom Senat bestätigt.

## Leben
Macgregor ist Sohn von Norman K. Macgregor Jr., der im Zweiten Weltkrieg als Pilot diente, und dessen Ehefrau Alice M. Abbott, einer sportbegeisterten Absolventin des Dickinson College. Er besuchte die William Penn Charter School in Philadelphia und das Virginia Military Institute in Lexington. Als Fünftklässler las er Friedrich Wilhelm von Mellenthins 1956 erschienenes Buch Panzer Battles, so sei er nach eigenen Angaben bereits in jungen Jahren ein „Befürworter mobiler gepanzerter Feuerkraft“ geworden. In der elften Klasse kam er als Austauschschüler erstmals nach Deutschland. Später studierte er an der United States Military Academy (USMA) in West Point, wo er 1976 im Fach general engineering mit dem akademischen Grad Bachelor of Science abschloss. Anschließend beschritt er eine Offizierslaufbahn in der US-Armee, die ihn unter anderem in die Militärstandorte Fort Knox, Fort Benning, Schwabach und Fort Carson führte. In Fort Benning absolvierte er im Range eines Second Lieutenant eine Ausbildung der United States Army Rangers.
1983 wählte das Department of Social Sciences der USMA Macgregor, der mittlerweile zum Captain (Hauptmann) aufgestiegen war, für einen Ausbildungsgang zum Associate Professor aus. Dies schloss ein zweijähriges Studium der Politikwissenschaften an der University of Virginia ein. Nachdem er dort in vergleichender Politikwissenschaft den akademischen Grad Magister Artium erworben und drei Jahre im Department of Social Sciences der USMA unterrichtet hatte, promovierte er 1987 an der University of Virginia im Fach Internationale Beziehungen zum Ph.D. Bereits 1986 trat er als Autor zu militärischen und verteidigungspolitischen Themen in Erscheinung.
Nach seiner Lehrtätigkeit als Professor für Sozialwissenschaften an der USMA wurde er zum Major befördert. Außerdem erhielt er einen Platz am Command and General Staff College in Fort Leavenworth, wo er 1989 abschloss. Im gleichen Jahr wurde er zum 2. Kavallerieregiment nach Deutschland beordert, wo er anfangs als Regimental Adjutant, ab 1990 als Operations Officer der 2. Schwadron eingesetzt war.
Am Zweiten Golfkrieg nahm er als Operationsoffizier (S3-Offizier) von Panzereinheiten (2. Schwadron des 2. Kavallerieregiments) teil. Im Februar 1991 zerstörte die von ihm geführte Einheit im Rahmen der später Battle of 73 Easting genannten Operationen in einem rund 23 Minuten langen Gefecht 70 irakische gepanzerte Fahrzeuge ohne eigene Verluste. Er ging dabei unkonventionell vor und antizipierte die Bewegungen der irakischen Einheit. Dafür erhielt er die Bronze Star Medal mit Combat Distinguishing Device.
Von Juni 1991 bis Juni 1992 arbeitete  Macgregor als special assistant des Deputy Chief of Staff for Concepts, Doctrine, and Developments am United States Army Training and Doctrine Command (TRADOC) in Fort Monroe. Im Juni 1992 übertrug ihm die US-Armee das Kommando über die 1. Schwadron des 4. Kavallerieregiments in der 1. Infanteriedivision, Fort Riley. Die Funktion gab er im Juli 1994 auf, um als Forces Team Chief in der War Plans Division of the Operations Section 12 of the Army Staff zu dienen. Im April 1995 wurde er Fellow des Center for Strategic and International Studies. Im folgenden November beförderte ihn die US-Armee zum Colonel (Oberst). Von November 1996 bis Oktober 1997 arbeitete er als stellvertretender Direktor des Command and Control Battle Lab in Fort Leavenworth, im gleichen Zeitraum des Folgejahres in der Future Plans Division (J5) am Supreme Headquarters Allied Powers Europe (SHAPE) in Brüssel.
Unter dem Kommando von Wesley Clark diente er von Oktober 1998 bis Januar 2000 als Planungschef – Director of the SHAPE Joint Operations Center (JOC) – für den Einsatz der NATO-Streitkräfte im Kosovokrieg. Hierfür erhielt er die Defense Superior Service Medal. Ab Februar 2000 arbeitete er als special assistent des Verteidigungsministeriums an der National Defense University in Washington, D.C., später dort am Institute for National Strategic Studies bzw. am Center for Technology and National Security Policy als senior research fellow. Im Juni 2004 stellte die US-Armee Macgregor außer Dienst. Später firmiert er als Executive Vice President der Beratungsfirma Burke-Macgregor Group LLC.
Am 11. November 2020 gab ein Sprecher des Pentagons bekannt, dass Macgregor von Präsident Trump als Senior Advisor to the Acting Secretary of Defense (leitender Berater) des neuen amtierenden Verteidigungsministers Christopher Miller eingestellt worden sei. Damals war Macgregor ein Befürworter des Rückzugs der USA aus Afghanistan, einer Politik Trumps, die vom US-Militär zuerst abgelehnt, letztlich aber umgesetzt wurde.

### Militärtheoretische und sicherheitspolitische Positionen
Macgregor spricht Deutsch. In seinen Arbeiten beschäftigte er sich unter anderem mit den Schlachten der Wehrmacht gegen die Rote Armee im Zweiten Weltkrieg sowie mit den Beziehungen der DDR zur Sowjetunion im Kalten Krieg. In seiner vielbeachteten Schrift Breaking the Phalanx: A New Design for Landpower in the 21st Century (1996 am Center for Strategic and International Studies als Fellowship Research Projekt erarbeitet, 1997 als Buch veröffentlicht) profilierte er sich als Befürworter einer tiefgreifenden Heeresreform. Darin kritisierte er, dass die US-Armee an veralteten Paradigmen des Kalten Kriegs festhalte, und trug ein neues Konzept vor, das nach seiner Einschätzung – unterstützt durch Veränderungen in Bezug auf Organisation, Schulung und Kultur – die Fähigkeiten des Militärs revolutionieren würde. Unter anderem schlug er den Aufbau kleinerer, modular organisierter, hochmobiler, in sich geschlossener Verbände mit der Fähigkeit zum Gefecht der verbundenen Waffen vor. Sein Konzept blieb umstritten. Unter Fachleuten erregte das Buch Aufsehen. Die darin unverblümt vorgetragene Kritik an der damaligen militärischen Führung soll ihm nach eigenem Bekunden die Karriere verbaut haben.

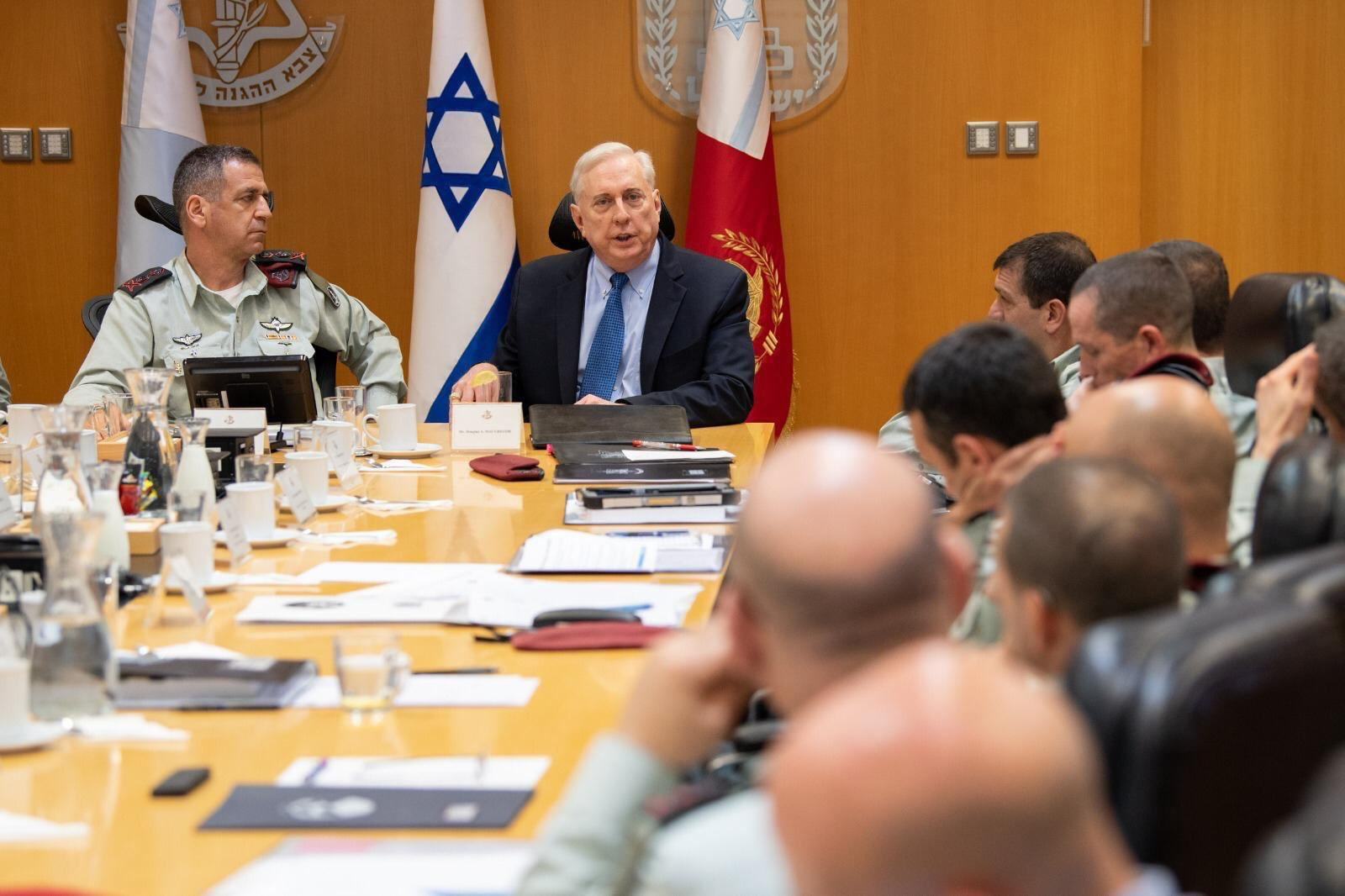
Douglas Macgregor in der Diskussion mit Angehörigen der Israelischen Verteidigungsstreitkräfte, unter anderem Generalstabschef Aviv Kochavi, über Reform- und Modernisierungsvorhaben im Sinne der Konzepte in seinen Büchern (März 2020)

In politischen und in Militärkreisen erwarb er sich fortan den Ruf eines Querdenkers, etwa auch durch die Auffassung, viele US-Militärbasen in Übersee könnten eingespart werden und die NATO sei ein Zombie. Bei den parteiinternen Kandidaturen zu den Vorwahlen der Republikanischen Partei im Jahr 2012 unterstützte er den libertären Politiker Ron Paul. Bei dem US-amerikanischen Nachrichtensender Fox News trat er immer wieder als Experte in der Sendung des als konservativ-libertär geltenden Moderators Tucker Carlson auf. Bei einem dieser Auftritte bezeichnete er US-Präsident Trump als „Ein-Mann-Team“, das „von Irrläufern umgeben“ sei. Auch vertrat er in Fox News die Auffassung, eine „globalistische Elite und ihre Lobby im Kapitol, Pentagon und State Department“ wolle den entbehrlichen Krieg in Afghanistan aus eigennützigen Interessen am Laufen halten.
Nach Einschätzung des Journalisten Marc Felix Serrao begreift Macgregor die Welt als „Arena konkurrierender Großmächte“, in der Partnerschaften nur mit „beschränkter Haftung“ möglich, aber durchaus wünschenswert seien. Zur Beilegung von Konflikten in den internationalen Beziehungen sei demnach immer nach Lösungen Ausschau zu halten, „mit der beide Seiten leben können“. Macgregor verlasse sich nicht auf supranationale Organisationen, auch nicht auf das „größenwahnsinnige“ nation building der Neokonservativen. Wiederholt drängte er in Artikeln und bei Fox News auf einen Rückzug der US-Truppen aus Syrien und Afghanistan, um das US-Verteidigungsbudget zu entlasten. Die Syrien-Politik der Türkei unter Präsident Erdoğan klassifiziert er als Neoosmanismus. Erdogan wäre gerne Herrscher über die früheren Gebiete des Osmanischen Reiches und wolle in Syrien mit Unterstützung von Staaten der arabischen Halbinsel ein sunni-islamisches Regime errichten. Dabei gerate er mit dem ebenfalls in Syrien involvierten Russland in einen lokalen Konflikt, aus dem sich die USA und der Westen heraushalten sollten.
Nach der russischen Invasion im Donbas und auf der Krim 2014 erklärte er im russischen Staatssender RT, dass Ost-Ukrainer Russen seien und sich Russland anschließen dürften. Als Russland im Jahr 2022 in weitere Gebiete der Ukraine eingefallen war, mehrere ukrainische Provinzen annektiert hatte und die Vereinigten Staaten zusammen mit NATO-Partnern der Ukraine im Kampf gegen die Invasoren massive Waffenhilfe leistete, beschrieb Macgregor den Konflikt als Stellvertreterkrieg, bei dem „Washington“ scheitere, weil es den sozialen Zusammenhalt der russischen Bevölkerung, das latente militärische Potenzial Russlands sowie dessen relative Immunität gegen westliche Sanktionen unterschätze.

### Nominierung zum US-Botschafter in Deutschland
Im September 2019 erschienen Spekulationen über Macgregor als ein möglicher Kandidat für die Nachfolge von John R. Bolton als Nationaler Sicherheitsberater. Im April 2020 meldete die US-amerikanische Zeitung Politico, dass US-Präsident Trump Macgregor neben Anthony Tata (* 1959), einem ebenfalls pensionierten Berufsoffizier und Fox-News-Gastkommentator, für die Stelle des Unterstaatssekretärs für Verteidigungspolitik im Pentagon in Betracht gezogen habe und dass die Wahl schließlich auf Tata gefallen sei. Laut einem Hinweis aus der Administration war Macgregor sodann für eine der freien Botschafterstellen in Aussicht genommen worden. US-Verteidigungsminister Mark Esper habe Bedenken gegen Macgregor in seinem Ministerium gehabt.
Am 29. Juli 2020 nominierte Präsident Trump Macgregor für die Stelle des Botschafters der Vereinigten Staaten in Deutschland, die durch Rücktritt von Richard Grenell am 1. Juni 2020 vakant geworden war. Die Ernennung eines US-Botschafters durch den US-Präsidenten bedarf der Bestätigung durch den Senat. Der demokratische US-Senator Bob Menendez, Mitglied des Senatsausschusses für auswärtige Beziehungen und 2024 der Korruption im Amt schuldig befunden, erklärte diesbezüglich Anfang August 2020 gegenüber dem US-Sender CNN, dass Äußerungen Macgregors ihn für jedes Regierungsamt disqualifizieren würden, und forderte seine Senatskollegen auf, ihn abzulehnen. Menendez bezog sich dabei auf öffentliche Behauptungen, die Macgregor über die Jahre zu den Themen Einwanderung und Muslime sowie über die Beziehungen zwischen Deutschland und den Vereinigten Staaten gemacht hat. Laut CNN hatte Macgregor unter anderem behauptet, dass muslimische Migranten nach Europa kämen „mit dem Ziel, Europa in einen Islamischen Staat zu verwandeln“. Nach CNN hatte Macgregor Deutschland dafür kritisiert, „Millionen unerwünschter muslimischer Eindringlinge Sozialleistungen zu gewähren anstatt den eigenen Streitkräften mehr Geld zu geben“, und 2018 in einem Interview über die deutsche Vergangenheitsbewältigung folgende Auffassung vertreten: „Es gibt eine kranke Mentalität, dass Generationen nach Generationen die Sünden dessen sühnen müssen, was in 13 Jahren deutscher Geschichte geschehen ist, und die anderen 1500 Jahre Deutschland werden ignoriert.“
Ein Kommentar der US-Tageszeitung The Washington Post vom 5. August 2020 urteilte, Macgregor sei ein „rassistischer Spinner“ („a racist crackpot“), pro Putin, gegen Angela Merkel und in Bezug auf das transatlantische Verhältnis noch schlimmer als Richard Grenell.
Wegen Macgregors Bemerkungen über Deutschlands Regierung und Geschichte bat das American Jewish Committee US-Außenminister Mike Pompeo, die Nominierung von Macgregor für den Berliner Botschafterposten zurückzuziehen. Bedenken in Bezug auf Macgregors Kommentare äußerten im Zusammenhang seiner Nominierung auch Vertreter von Anti-Defamation League, B’nai B’rith und StandWithUs.
Seine Nominierung wurde vom Senat am 3. Januar 2021 ohne Bestätigung an den Präsidenten zurückgereicht.

## Schriften
- Uncertain allies? East European Forces in the Warsaw Pact. In: Soviet Studies (ab 1993 Europe-Asia Studies), 1986, Band 38, Heft 2, S. 227–247 (Vorschau).
- The Soviet-East German Military Alliance. 1987, Promotionsarbeit an der University of Virginia, Neuauflage: Cambridge University Press, 2008, ISBN 978-0-52105-750-9.
- Future Battle: The Merging Levels of War. In: Parameters, Winter 1992–93, S. 33–47 (PDF).
- Breaking the Phalanx: A New Design for Landpower in the 21st Century. Forschungsprojekt am Center for Strategic and International Studies 1996 (PDF), Praeger, 1997, ISBN 978-0-27595-794-0.
- The Joint Force: A Decade, No Progress. In: Joint Force Quarterly, Winter 2000/2001, S. 18–23 (PDF).
- Resurrecting Transformation for the Post-industrial Era. In: Defense Horizons, Nr. 2 (September 2001), S. 1–8 (PDF).
- Transforming Jointly. In: Hans Binnendijk (Hrsg.): Transforming America’s Military. Center for Technology and National Security Policy, National Defense University, National Defense University Press, Washington, D.C. 2002, S. 219 (PDF, Google Books).
- Transformation under Fire: Revolutionizing How America Fights. Praeger, Westport/CT 2003, Neuauflage 2008: Greenwood Publishing Group, ISBN 978-0-31336-157-9.
- XVIII Airborne Corps: Spearhead of Military Transformation. In: Defense Horizons, Nr. 37 (Januar 2004), S. 1–6 (PDF).
- Warrior’s Rage: The Great Tank Battle of 73 Easting. US Naval Institute Press, 2009, Neuauflage 2012, ISBN 978-1-59114-533-2.
- Fire the Generals! In: Winslow T. Wheeler, Lawrence J. Korb: Military Reform: An Uneven History and an Uncertain Future. Stanford University Press, Redwood City/CA 2009, ISBN 978-0-80476-163-5, S. 123 ff.
- Thoughts on Force Design in an Era of Shrinking Defense Budgets . In: Joint Force Quarterly. Heft 63 (4/2011), S. 21–29 (PDF).
- Margin of Victory: Five Battles that Changed the Face of Modern War. US Naval Institute Press, Annapolis 2016, ISBN 978-1-61251-996-8.